# Anyphops leleupi
Anyphops leleupi är en spindelart som beskrevs av Benoit 1972. Anyphops leleupi ingår i släktet Anyphops och familjen Selenopidae. Inga underarter finns listade i Catalogue of Life.